# 1573 en France
Chronologie de la France
- 1569
- 1570
- 1571
- 1572
- 1573
- 1574
- 1575
- 1576
- 1577

## Événements
- 13 janvier : La Châtre, gouverneur de Berry, somme les Sancerrois de rendre la place aux troupes royales ; devant le refus du gouverneur de la ville calviniste André Johanneau, qui retient l’émissaire, La Châtre commence le siège de Sancerre[1] le 2 février[2].
- 7 février : réunion d'une assemblée protestante à Anduze[3]. Elle fixe la constitution des « Provinces de l'Union » ou « Provinces-Unies du Midi », république fédérale qui demeure au sein du royaume[4].
- 11 février : Henri d’Anjou prend le commandement du siège de La Rochelle, sans succès[5] (fin le 26 juin). Début de la quatrième guerre de Religion. Levée d’armées protestantes dans le Midi et le Centre-Ouest[6].
- 13 février : début du bombardement de Sancerre[2].
- 3 mars : le duc d’Aumale est tué d’un coup de canon au siège de La Rochelle[5].
- 17 mars : René de Birague devient garde des Sceaux (fin en 1578)[7].
- 19 mars : après un intense bombardement d’artillerie qui fait de larges brèches dans le mur d’enceinte (24 février-2 mars), La Châtre donne l’assaut sur Sancerre, qui est repoussé. En avril, le siège est transformé en blocus. Les assiégés affamés (premier cas d’anthropophagie le 25 juin, découvert le 21 juillet) capitulent le 20 août[2].
- 7, 8, 10 et 14 avril : assauts manqués lancés contre La Rochelle par les catholiques[5].
- 9 mai : Henri d’Anjou, futur roi de France, est élu roi de Pologne[8]. Le 11 mai (Pentecôte), il est proclamé officiellement souverain[9].
- 24 juin : capitulation de La Rochelle[8] ; le siège est levé le 26 juin[10]. Lors du siège de La Rochelle, duc d’Alençon prend la tête des « Malcontents » ou « politiques »[11].
- 11 juillet : paix de Boulogne où sont remises en vigueur les clauses d’Amboise[12]. Les protestants obtiennent La Rochelle, Montauban,  Nîmes et Sancerre, perdent Cognac et La Charité[13].

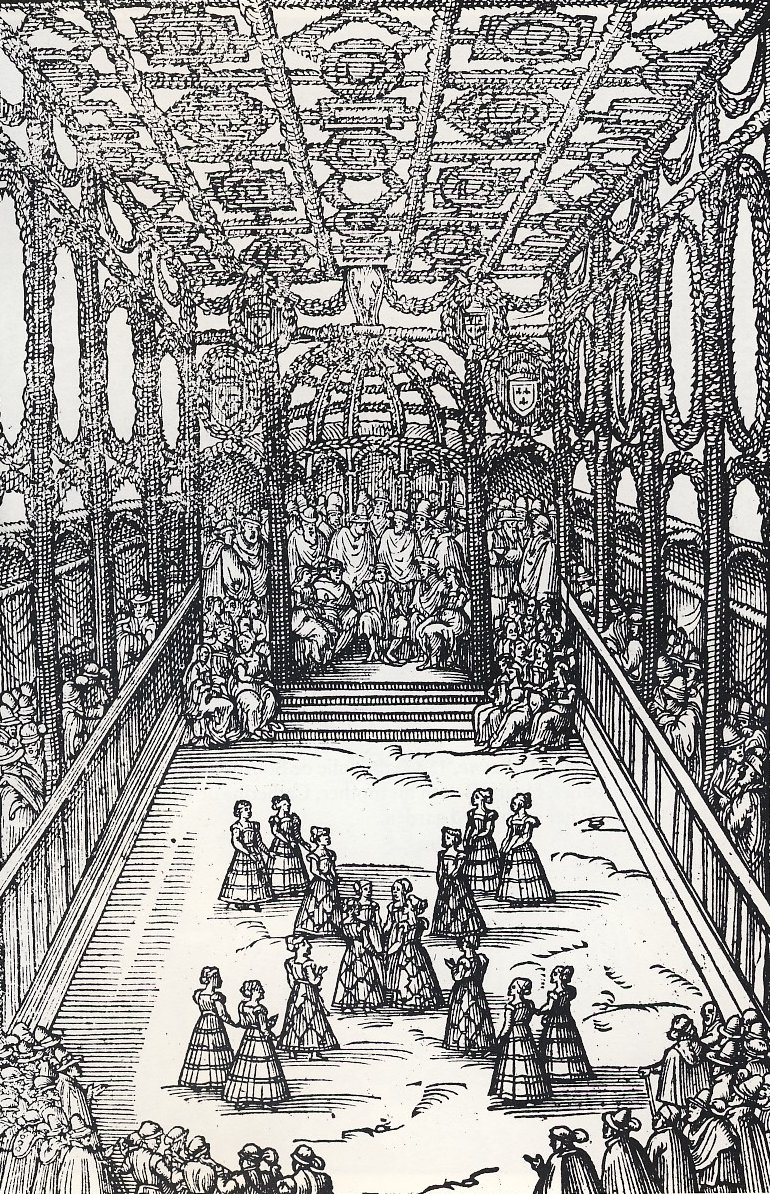
19 août : ballet des Provinces de France. Gravure sur bois contemporaine.

- 19 août : ballet des Provinces de France, dit ballet des Polonais, fête donnée par Catherine de Médicis ans le jardin des Tuileries en l’honneur des ambassadeurs polonais[14].
- 20 août : capitulation de Sancerre. La moitié de la population a péri[2].
- 31 août : La Châtre entre dans Sancerre. Les fortifications sont   démantelées[15].
- 14 septembre : le roi de Pologne entre dans Paris ; en novembre, il quitte la France pour son royaume[9].
- 15 octobre : vendanges tardives dans le nord de la France[16].
- Octobre : crue du Rhône. Inondation de Beaucaire[17]. Début d’un hiver extraordinairement long (fin en avril 1574)[18].
- 16 novembre : François Thomé est nommé évêque de Saint-Malo. Il le reste jusqu’à sa démission en 1586[19].
- Fin novembre-février 1574 : froid très rigoureux[17]. Gel d’oliviers en Languedoc[20].
- 16 décembre : les protestants se dotent d’assemblées politiques[9]. Le règlement de Millau crée des Conseils de ville et un gouverneur de ville, des assemblées diocésaine et un gouverneur de diocèse, des conseils de généralité (Quercy, Rouergue, Albigeois, Foix, Languedoc) et des États généraux.

## Naissances en 1573
- x

## Décès en 1573
- x